# مارسلو اررا (بازیکن فوتبال، زاده ۱۹۶۶)
مارسلو هررا (انگلیسی: Marcelo Herrera؛ زادهٔ ۵ اکتبر ۱۹۶۶) بازیکن فوتبال اهل آرژانتین است.
از باشگاه‌هایی که در آن بازی کرده‌است می‌توان به باشگاه فوتبال ولز سارسفیلد اشاره کرد.